# 1772

## Esdeveniments
- Descobriment del nitrogen
- Unificació de la moneda a Espanya

## Naixements
Països Catalans
- 1 de juliol, València: Rafael Esteve i Vilella, gravador valencià (m. 1847).
- 19 de setembre, València: Vicent López i Portaña, pintor del neoclassicisme valencià, pintor de cambra de la monarquia borbònica, des de Carles IV fins a Isabel II (m. 1850).

Resta del món
- 1 d'abril, Viena: Ignaz Franz von Mosel, crític musical i historiador de la música.[1]
- 7 d'abril, Besançon (França): Charles Fourier, filòsof i economista francès, socialista utòpic i un dels pares del cooperativisme (m. 1837)[2]
- 19 d'abril, Londres, Anglaterra: David Ricardo, economista anglès (m. 1823).[3]
- 2 de maig: (Oberwiederstedt, Saxònia-Anhalt, Novalis, pseudònim de Georg Friedrich Philipp von Hardenberg, escriptor romàntic, filòsof i enginyer de mines (m. 1801).[2]
- 4 de maig, Dortmund (Sacre Imperi): Friedrich Arnold Brockhaus, editor alemany (m. 1823).[4]
- 6 de juny: Maria Teresa de Borbó-Dues Sicílies, emperadriu d'Àustria.
- 21 d'octubre: Samuel Taylor Coleridge, poeta, crític i filòsof anglès.[5]
- Charles Fourier, filosof i economista francès.
- Vílnius: Andreas Osipovitx Sichra, compositor i guitarrista rus.

## Necrològiques
Món
- 4 d'octubre - Saris (Finlàndia): Augustin Ehrensvärd, arquitecte militar suec